# 邢敬
邢敬，明朝人，是一名明朝政治人物。在明太祖洪武年间出仕。1382年，时任兴化太守的邢敬在壶公山祈雨，在该山建有龙王庙，至今尚存。
邢敬曾于洪武十七年（1384年）接替李春任兴化府知府一职，洪武十九年（1386年）由耿维宁接任。